# Isabel García Carrión
Isa García (Madrid, 29 de enero de 1988) es una jugadora de fútbol sala española. Juega de cierre y su equipo actual es el CD Leganés FS de la Primera División de fútbol sala femenino de España.

## Trayectoria
Empezó jugando en el Manila, posteriormente pasó dos temporadas en el Soto del Real, en el año 2007 ficha por el Pinto. En la temporada 2009-10 ficha por un año por el Móstoles.
En la siguiente temporada se dedica a acabar sus estudios, y vuelve a jugar en la temporada 2011-12 con el Futsi Navalcarnero durante dos temporadas, no pudiendo jugar entera la primera de ellas, otra vez por motivos académicos. En el año 2013 ficha por el Alcorcón. En la temporada 2019-20 ficha el la AE Penya Esplugues, en esa misma temporada trabaja como psicóloga del FC Barcelona femenino. En la temporada 2021-22 regresa a las canchas después de un año inactiva con el CD Leganés FS.

## Selección nacional
Su primera participación con la selección fue al año 2010 en un partido contra Rusia. En el año 2018 jugó la fase de clasificación para el primera Eurocopa, y en 2019 participó en la Eurocopa de Portugal donde se proclamó campeona.

## Estadísticas

### Clubes
Actualizado al último partido jugado el 6 de junio de 2023.
| Club | Div.          | Temporada     | Liga  | Liga  | Liga       | Liga      | Copas nacionales(1) | Copas nacionales(1) | Copas nacionales(1) | Copas nacionales(1) | Torneos internacionales(2) | Torneos internacionales(2) | Torneos internacionales(2) | Torneos internacionales(2) | Total(3) | Total(3) | Total(3)   | Total(3)  |
| Club | Div.          | Temporada     | Part. | Goles | Amonestado | Expulsado | Part.               | Goles               | Amonestado          | Expulsado           | Part.                      | Goles                      | Amonestado                 | Expulsado                  | Part.    | Goles    | Amonestado | Expulsado |
| --- | ------------- | ------------- | ----- | ----- | ---------- | --------- | ------------------- | ------------------- | ------------------- | ------------------- | -------------------------- | -------------------------- | -------------------------- | -------------------------- | -------- | -------- | ---------- | --------- |
| VP Soto del Real · España |               |               |       |       |            |           |                     |                     |                     |                     |                            |                            |                            |                            |          |          |            |           |
| 1.ª |               |               |       |       |            |           |                     |                     |                     |                     |                            |                            |                            |                            |          |          |            |           |
| |               | -             | -     | -     | -          | -         | -                   | -                   | -                   | -                   | -                          | -                          |                            | -                          | -        | -        |            |           |
| |               | -             | -     | -     | -          | -         | -                   | -                   | -                   | -                   | -                          | -                          |                            | -                          | -        | -        |            |           |
| Total club | Total club    | -             | -     | -     | -          | -         | -                   | -                   | -                   | -                   | -                          | -                          | -                          | -                          | -        | -        | -          |           |
| Pinto FS · España |               |               |       |       |            |           |                     |                     |                     |                     |                            |                            |                            |                            |          |          |            |           |
| 1.ª |               |               |       |       |            |           |                     |                     |                     |                     |                            |                            |                            |                            |          |          |            |           |
| 2007-08 | 30            | 6             | 0     | 0     | 1          | 0         | 0                   | 0                   | -                   | -                   | -                          | -                          | 31                         | 6                          | 0        | 0        |            |           |
| 2008-09* | 27            | 5             | 1     | 0     | 1          | 0         | 2                   | 0                   | -                   | -                   | -                          | -                          | 28                         | 5                          | 3        | 0        |            |           |
| Total club | Total club    | 57            | 11    | 1     | 0          | 2         | 0                   | 2                   | -                   | -                   | -                          | -                          | -                          | 59                         | 11       | 3        | 0          |           |
| FSF Móstoles · España |               |               |       |       |            |           |                     |                     |                     |                     |                            |                            |                            |                            |          |          |            |           |
| 1.ª |               |               |       |       |            |           |                     |                     |                     |                     |                            |                            |                            |                            |          |          |            |           |
| 2009-10 | 31            | 18            | 2     | 0     | 2          | 0         | 0                   | 0                   | -                   | -                   | -                          | -                          | 33                         | 18                         | 2        | 0        |            |           |
| Total club | Total club    | 31            | 18    | 2     | 0          | 2         | 0                   | 0                   | 0                   | -                   | -                          | -                          | -                          | 33                         | 18       | 2        | 0          |           |
| Futsi Atlético Navalcarnero · España |               |               |       |       |            |           |                     |                     |                     |                     |                            |                            |                            |                            |          |          |            |           |
| 1.ª |               |               |       |       |            |           |                     |                     |                     |                     |                            |                            |                            |                            |          |          |            |           |
| 2011-12 | 20            | 3             | 4     | 0     | 0          | 0         | 0                   | 0                   | -                   | -                   | -                          | -                          | 20                         | 3                          | 4        | 0        |            |           |
| 2012-13 | 21            | 4             | 1     | 0     | 4          | 0         | 1                   | 0                   | -                   | -                   | -                          | -                          | 25                         | 4                          | 2        | 0        |            |           |
| Total club | Total club    | 41            | 7     | 5     | 0          | 4         | 0                   | 1                   | 0                   | -                   | -                          | -                          | -                          | 45                         | 7        | 6        | 0          |           |
| AD Alcorcón FSF · España |               |               |       |       |            |           |                     |                     |                     |                     |                            |                            |                            |                            |          |          |            |           |
| 1.ª |               |               |       |       |            |           |                     |                     |                     |                     |                            |                            |                            |                            |          |          |            |           |
| 2013-14 | 26            | 6             | 5     | 0     | 2          | 0         | 0                   | 0                   | -                   | -                   | -                          | -                          | 28                         | 6                          | 5        | 0        |            |           |
| 2014-15 | 28            | 9             | 2     | 0     | 1          | 0         | 0                   | 0                   | -                   | -                   | -                          | -                          | 29                         | 9                          | 2        | 0        |            |           |
| 2015-16 | 26            | 16            | 3     | 0     | 1          | 0         | 0                   | 0                   | -                   | -                   | -                          | -                          | 27                         | 16                         | 3        | 0        |            |           |
| 2016-17 | 30            | 13            | 2     | 0     | 2          | 2         | 0                   | 0                   | -                   | -                   | -                          | -                          | 32                         | 15                         | 2        | 0        |            |           |
| 2017-18 | 26            | 12            | 3     | 1     | 1          | 0         | 0                   | 1                   | -                   | -                   | -                          | -                          | 27                         | 12                         | 3        | 2        |            |           |
| 2018-19 | 29            | 8             | 7     | 0     | 2          | 3         | 0                   | 0                   | -                   | -                   | -                          | -                          | 31                         | 11                         | 7        | 0        |            |           |
| Total club | Total club    | 165           | 64    | 22    | 1          | 9         | 5                   | 1                   | 1                   | -                   | -                          | -                          | -                          | 174                        | 69       | 23       | 2          |           |
| AE Penya Esplugues · España |               |               |       |       |            |           |                     |                     |                     |                     |                            |                            |                            |                            |          |          |            |           |
| 1.ª |               |               |       |       |            |           |                     |                     |                     |                     |                            |                            |                            |                            |          |          |            |           |
| 2019-20 | 13            | 1             | 1     | 0     | 2          | 0         | 0                   | 0                   | -                   | -                   | -                          | -                          | 15                         | 1                          | 1        | 0        |            |           |
| Total club | Total club    | 13            | 1     | 1     | 0          | 2         | 0                   | 0                   | 0                   | -                   | -                          | -                          | -                          | 15                         | 1        | 1        | 0          |           |
| CD Leganés FS · España |               |               |       |       |            |           |                     |                     |                     |                     |                            |                            |                            |                            |          |          |            |           |
| 1.ª |               |               |       |       |            |           |                     |                     |                     |                     |                            |                            |                            |                            |          |          |            |           |
| 2021-22 | 27            | 9             | 1     | 0     | 2          | 0         | 0                   | 0                   | -                   | -                   | -                          | -                          | 29                         | 9                          | 1        | 0        |            |           |
| 2022-23 | 10            | 3             | 1     | 0     | 0          | 0         | 0                   | 0                   | -                   | -                   | -                          | -                          | 10                         | 3                          | 1        | 0        |            |           |
| Total club | Total club    | 37            | 12    | 2     | 0          | 2         | 0                   | 0                   | 0                   | -                   | -                          | -                          | -                          | 37                         | 12       | 2        | 0          |           |
| Total carrera | Total carrera | Total carrera | 344   | 113   | 33         | 1         | 22                  | 13                  | 3                   | 1                   | -                          | -                          | -                          | -                          | 366      | 118      | 36         | 2         |
| (1) Incluye datos de Copa de España / Supercopa de España. (2) Incluye datos de Campeonato de Europa de Clubes. (3) No incluye datos de partidos amistosos. |               |               |       |       |            |           |                     |                     |                     |                     |                            |                            |                            |                            |          |          |            |           |

Nota: En la temporada 2008-09 faltan por comprobar 1 jornadas

## Palmarés y distinciones
- Eurocopa:

 2019
- Liga española: 1

2011-12
- Copa de España: 1

2010